# Roosevelt University
Die Roosevelt University ist eine koedukative private Universität mit Standorten in Chicago und Schaumburg (Illinois). Die heutige Universität wurde 1945 als Abspaltung vom Chicagoer Central YMCA College ebenfalls als College gegründet, um den dort geplanten Diskriminierungstendenzen entgegenzuwirken. Sowohl bei seiner Gründung, als auch im Laufe der weiteren Entwicklung konnte sich das Roosevelt College auf die Mitarbeit zahlreicher Emigranten aus dem deutschsprachigen Raum stützen, die hier eine neue akademische Heimat fanden. Gerhard Probst zählt deshalb die Roosevelt University neben der University in Exile, dem Black Mountain College, dem Institute for Advanced Study und dem Institute for Social Research zu den amerikanischen Hochschuleinrichtungen, die am stärksten von Emigranten geprägt wurden.

## Gründungsgeschichte

### Der Konflikt am Chicagoer Central YMCA College
Trennung nach „Rasse“ (Abstammung), Religion oder Geschlecht war in den 1940er Jahren eine gängige Praxis an amerikanischen Colleges oder Universitäten. Weiße christliche Männer stellten die Mehrheit der Studierenden. Eine Institution, an der ein eher liberalerer Geist herrschte und an der auch Angehörige von gesellschaftlichen Minderheitsgruppierungen studieren konnten, war das 1919 gegründete Central YMCA College in Chicago. Doch ausgerechnet dort drohte Anfang der 1940er Jahre eine konservative Trendwende.

„Anfang der 1940er Jahre jedoch war der 16-köpfige Verwaltungsrat der Y[MCA], der hauptsächlich aus lokalen Geschäftsleuten und Bankiers bestand, über die steigende Zahl ‚unerwünschter‘ schwarzer und jüdischer Schüler in den Klassenzimmern und Gängen unruhig geworden. Er befürchtete, dass diese Studenten weiße protestantische Bewerber vertreiben würden. Darüber hinaus gab es trotz des ‚liberalen Geistes‘ der Schule strenge rassische Einschränkungen. So wurden beispielsweise von schwarzen Schülern Sportgebühren verlangt, aber die Nutzung des Schwimmbades, das vom YMCA betrieben wurde, nicht gestattet.“

College-Präsident war seit 1936 der Psychologe Edward J. Sparling (1896–1981), nach Gerhard Probst „ein Deutsch-Amerikaner aus einfachen Verhältnissen, der sein Lebtag lang mit unterprivilegierten Minderheiten zusammengearbeitet hatte“. Seine Amtszeit war von zunehmenden Konflikten mit dem Verwaltungsrat geprägt, wobei die wichtigsten Konfliktthemen sich um Aufnahmequoten, Diskriminierung und akademische Freiheit drehten. Die Lage spitzte sich zu, als Sparling aufgefordert wurde, die Studentenschaft nach Hautfarbe und Konfessionszugehörigkeit zu registrieren. Als sich Sparling weigerte, dies zu tun, wurde er im Februar 1945 aufgefordert, als Präsident zurückzutreten.

### Die Abspaltung
Sparling, der sich in dem Konflikt mit dem Verwaltungsrat auf zahlreiche Mitkämpfer seines Kollegiums stützten konnte, darunter auch viele deutschstämmige Emigranten wie den Philosophen Lionel Ruby (1899–1972) oder den Ökonom Walter Albert Weisskopf, startete umgehend den Versuch, ein neues College zu gründen, das allen Studenten offenstehen und gleiche Rechte gewähren sollte. Er hoffte offenbar anfangs noch auf Unterstützung des YMCA, doch als sich diese Hoffnungen nicht erfüllten, trat er am 17. April 1945 offiziell von seinem Amt als Präsident des Central YMCA College zurück. Ihm schlossen sich 62 Fakultätsmitglieder an, die am 24. April 1945 folgende Erklärung abgaben:

„WIR, DIE UNTERZEICHNENDEN MITGLIEDER DER FAKULTÄT DES CENTRAL YMCA COLLEGE OF CHICAGO, haben an diesem 24. April 1945 unseren Rücktritt eingereicht, der mit Ende des laufenden Schuljahres wirksam werden soll. Wir treten aus Prinzip zurück, weil die Maßnahmen und Strategien des YMCA unserer Meinung nach auf einem unzureichenden Verständnis von Bildung und der heutigen Zeit beruhen. Wir haben kein Vertrauen in den Verwaltungsrat des Central YMCA College, weil er die allgemein ausgezeichnete administrative Leistung von Präsident E. J. Sparling ignoriert und ihn entlassen hat, nachdem er sich gegen dessen illiberale und diskriminatorische Absichten ausgesprochen hatte. Wir haben kein Vertrauen in den Verwaltungsrat des Central YMCA College, weil er seine Verantwortung für die Entwicklung des College nie angemessen wahrgenommen hat. Im Glauben an die Notwendigkeit von Bildungsmöglichkeiten in Chicago's Loop bieten wir unsere Unterstützung für das Thomas Jefferson College an und unsere Dienste, soweit sie genutzt werden können.“

Dieses nach Lynn Weiner einzigartige Ereignis in der amerikanischen Hochschulbildung erhielt umgehend Unterstützung durch eine mit 448 zu 2 Stimmen angenommene Resolution, mit der sich die Studenten hinter den von Sparling eingeschlagenen Weg stellten. Doch mit Idealismus alleine hätte auch diese College-Neugründung nicht gelingen können. Sie erhielt finanzielle Unterstützung von dem „Chicagoer Großkaufmann Marshall Field und der Rosenwald-Stiftung, die die Negeremanzipation förderte“, und, nach Lynn Weiner, auch „von Gewerkschaften und von fortschrittlichen Chicagoern“.

Kurz vor der Gründung des neuen Thomas Jefferson College starb am 12. April 1945 Präsident Franklin D. Roosevelt, und das College benannte sich mit Zustimmung von Eleanor Roosevelt, die sich sehr für die neue Einrichtung einsetzte, in Roosevelt College um. Über dessen Gründungsidee schreibt Karl-Heinz Füssl:

„Radikal liberalen Prinzipien verpflichtet, sollten sich humanitäre Zielsetzungcn in einer demokratischen Umgebung entfalten können und der internationalen Verständigung dienen. Zum Lehrkörper zählten eine stattliche Anzahl deutscher Emigranten, unter ihnen der jüdische Philosoph and Neukantianer SIEGFRIED MARCK, der zuvor an der Universität Breslau Philosophie und Pädagogik gelehrt hatte und gleichfalls am Aufstand innerhalb des YMCA College teilgenammen hatte. Zum Kreis deutscher Emigranten gesellten sich auch der jüdische Historiker HELMUT HIRSCH, dem noch als Internierter im Süden Frankreichs die Flucht in die USA gelungen war, der aus Österreich stammende Ökonom WALTER WEISSKOPF und der aus Stuttgart in die USA emigrierte ROLF A. WEIL, der von I964 bis 1988 als Präsident amtierte.“

Dem ersten Beirat des College, dem Advisory Board, gehörten mit Albert Einstein und Thomas Mann ebenfalls zwei Emigranten an. Hinzu kamen weitere prominente Mitglieder wie Marian Anderson, Ralph Bunche, Pearl S. Buck, Gunnar Myrdal und Albert Schweitzer.

### Die ersten Jahre des Roosevelt College
Am 24. September 1945 startete der Lehrbetrieb mit etwa 1.200 Studenten in einem alten Bürogebäude. Die Studentenschaft setzte sich nach einem Zeitungsartikel im damaligen Sprachgebrauch zusammen aus „Chinesen, Japanern, Negern, Levantinern, Juden, Katholiken und Down East Yankees“. Bei der offiziellen Eröffnungsfeier sprach vor etwa 1.000 Unterstützern der neuen Einrichtung auch Eleanore Roosevelt und erklärte, dass die neue Schule „Menschen beiderlei Geschlechts und verschiedener Rassen gleichberechtigt Bildungsmöglichkeiten bieten würde“. Für die damalige Zeit hält das Lynn Weiner für ein radikales Statement. Füssl berichtet, dass dem College noch bis in die 1950er Jahre hinein das Stigma des Little red schoolhouse angehaftet habe. Die Gründe hierfür dürften auch in den engen Beziehungen zu suchen sein, die die Roosevelt University zu den Gewerkschaften pflegte und Gewerkschaften bereits deren Gründung unterstützt hatten. Wie eng diese Beziehungen waren, wird bei Laura Mills und Lynn Y. Weiner deutlich, die darauf hinweisen, dass im Jahr 1946 das Roosevelt College Gewerkschaftsmitgliedern Kurse für zukünftige Betriebsräte und Arbeitnehmervertreter angeboten habe. An diesen „noncredit courses“, Kursen also, die zu keinem offiziellen akademischen Abschluss geführt hätten oder zu einem bestimmten Diplom, hätten in den folgenden zehn Jahren über 10.000 Gewerkschaftsmitglieder aus mehr als 50 Gewerkschaften teilgenommen. Die Angestellten des Roosevelt College gehörten zudem 1947 zu den ersten, die sich im Großraum Chicago in der Office Employees International Union organisierten. Zu Ehren der Gewerkschaftsführer Philip Murray, dem langjährigen Präsidenten des Congress of Industrial Organizations CIO, und William Green, dem ehemaligen Präsidenten der American Federation of Labor, wurde 1963 die Roosevelt-Bibliothek als Murray-Green Library benannt.

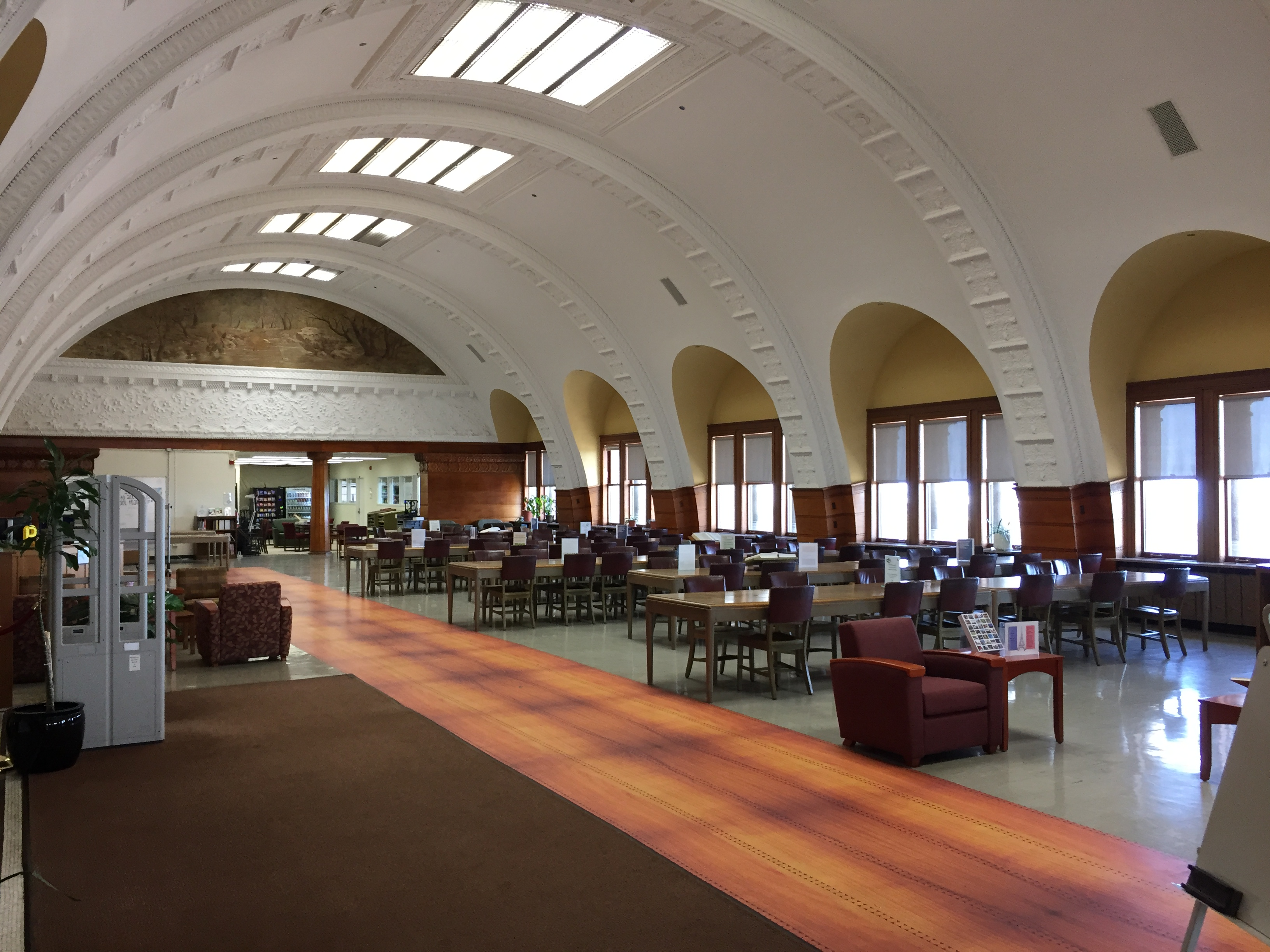
Blick in die Murray-Green Library im 10. Stock des Auditorium Building

Während das Central YMCA College bald nach der Gründung des Roosevelt College schließen musste, erwies sich bereits ein Jahr nach der Eröffnung der Standort des Roosevelt College als zu klein. Das lag nicht so sehr an den zuvor erwähnten Gewerkschaftskursen, sondern an einer sich verändernden außenpolitischen Lage:

„Diese ganze Entwicklung wurde wesentlich gefördert — und vielleicht überhaupt erst ermöglicht — durch ein geschichtliches Ereignis und dessen Folgeerscheinungen: das Ende des Zweiten Weltkriegs und das Gesetz zur Förderung der ehemaligen Soldaten, allgemein kurz G. I. Bill genannt. Das
bedeutete für die nächsten Jahre einen starken Anstieg der Zahl der Studenten, deren Studiengebühren vom Staat übernommen wurden. Das Roosevelt College brauchte sich also kaum Sorgen um die Rekrutierung von Studenten zu machen, sondern konnte sich um die Entwicklung seines Lehrplans kümmern.“

Wie Gerhard Probst sah auch Rolf A. Weil in der G.I. Bill die wichtigste Unterstützung für das College in dessen Anfangsjahren.
Um die steigenden Studentenzahlen bewältigen zu können, wurde 1947 das Auditorium Building erworben, das bis heute der Hauptsitz der Roosevelt University ist. Fünftausend Studenten, vom Militärveteranen bis zum frischen Highschool-Absolventen, schrieben sich im Herbst 1947 am College ein. Der im Herbst 1946 als Lehrer ans College gekommene Rolf A. Weil, selber gerade 25 Jahre alt, beschreibt das damalige Durchschnittsalter der Studenten als „ungefähr in den späten Zwanzigern“; er war jünger als die Hälfte seiner Studenten.
Ein Jahr nach Weil kam ein weiterer Emigrant aus Deutschland an das Roosevelt College: der Politikwissenschaftler Ludwig Freund. Er blieb bis zu seiner Emeritierung im Jahre 1959. 1948 kam außerdem für ein Jahr der Soziologe Franz Adler als Gastprofessor ans College. Er war nach dem Anschluss Österreichs noch 1938 in die USA emigriert, deren Staatsbürgerschaft er 1944 annahm.

### Die 1950er Jahre
1950 kam mit Fritz C. Neumann eine weitere Lehrkraft mit deutscher Vergangenheit und Emigrationsgeschichte ans Roosevelt College. Er lehrte hier bis zu seiner Emeritierung im Jahre 1964 Europäische Geschichte. Vermutlich in den 1950er Jahren lehrte auch der aus Österreich emigrierte Adolf Sturmthal an der Roosevelt University als Professor of International Labor Affairs. Ab 1960 war er Professor für Arbeits- und Industriesoziologie an der University of Illinois. Über Lehraufträge war auch der aus der besetzten Tschechoslowakei geflohene Musikwissenschaftler Paul Nettl der Roosevelt verbunden, der von 1946 bis zu seiner Emeritierung 1959 an der Indiana University Bloomington lehrte.
Die 1950er Jahre bescherten dem College einige Probleme. Zum einen war es der Ausbruch des Koreakriegs, der zu einem starken Rückgang der Studentenzahlen mit entsprechenden Einnahmeeinbußen führte, zum anderen kam die Frage auf, ob sich das College zu einer Universität weiterentwickeln sollte. Eine wichtige Frage spielte dabei die Übernahme des von Rudolph Ganz geleiteten Chicago Musical College. Dieses in den letzten Jahren des 19. Jahrhunderts und zu Beginn des 20. Jahrhunderts maßgeblich von Florenz Ziegfeld junior geprägte College verfügte über ein hervorragendes Renommee, aber es war „eine Institution, die so viel Geld verlor, dass sie kurz davor stand, unterzugehen“. Die Befürworter der Übernahme des Chicago Musical College setzten sich durch: der Zugewinn an Prestige für die eigene Einrichtung wurde höher bewertet als das mit der Übernahme verbundene finanzielle Risiko. Nach Füssl konnte sich das Roosevelt College durch die Einverleibung des Chicago Musical College den Status einer Universität sichern, was 1954 geschah. Rolf A. Weil urteilte 1981 über diesen Akt: „Ich denke, dass unsere Musikschule in der Tat die Einheit ist, die wahrscheinlich, wenn nicht sogar die beste, so doch eine der besten Reputationen von allen unseren Fachbereichen oder Fachabteilungen im ganzen Land besitzt.“
1959 wurde Eleanor Roosevelt 75 Jahre alt. Die Universität gab zu ihren Ehren ein Dinner und gab aus diesem Anlass eine Umwidmung ihres Namens bekannt: Roosevelt University soll fortan dem Wirken von Franklin D. und Eleanor Roosevelt gewidmet sein.

### Das Ende der Ära Sparling
1963 endete die Präsidentschaft von Edward J. Sparling, dem Gründungspräsidenten des Roosevelt College. Rolf A. Weil beschreibt die Ablösung Sparlings als einen schwierigen und von Intrigen nicht freien Prozess, in dessen Verlauf zunächst Robert Pitchell zum Nachfolger bestimmt wurde. „Pitchell promovierte an der University of California, Berkeley, und war Politologe und Steuerexperte an der Indiana University. Er wurde nach einer 18-monatigen nationalen Suche als zweiter Roosevelt-Präsident eingestellt, aber seine Amtszeit dauerte nur ein Jahr. Manchmal ‚der vergessene Präsident‘ genannt, scheiterte er bei der Einwerbung von Finanzmitteln oder dem Verständnis der starken Kultur der kollegialen Führung an der Roosevelt und gewann so nicht die Unterstützung der Dekane und Kuratoren.“ In Rolf A. Weils Ausführungen wird das „oder“ in dem vorstehenden Zitat zu einem strikten „und“. Nach ihm scheiterte Pitchell an seinem autoritären Führungsstil und an seinem Versagen bei der Mittelbeschaffung. Anfang 1965 wurde er in der Nachfolge von Pitchell als „geschäftsführender Präsident“ eingesetzt, bevor er nach längeren internen Klärungsprozessen 1967 gewählter Präsident wurde. Er amtierte bis 1988.
Zuvor war es an der Roosevelt University zu Auseinandersetzungen um einen Artikel über Robert Pitchell gekommen. Eine Geschichte über den Rücktritt von ihm führte im November 1964 zur Suspendierung von Judi Halprin und anderen Mitarbeitern der studentischen Campus-Zeitung The Torch. Sie gründeten daraufhin das Alternativorgan Roosevelt Free Press. Zum Hintergrund dieses Konflikts berichtete die New York Times vom 18. Dezember 1964: „Die Studentenzeitung The Torch sorgte letzten Monat für Aufsehen, als ihre Redakteurin berichtete, dass Dr. Pitchell ‚inoffiziell entlassen‘ worden sei. Die Redakteurin Judi Halprin und ihre Mitarbeiter wurden am 2. Dezember von Dr. Pitchell auf Empfehlung des Student Activities Board der Schule entlassen.“ Der Times-Artikel erschien als unmittelbare Folge auf Pitchells Rücktrittsersuchen, das dieser einen Tag zuvor eingereicht hatte. Ob Harpin nach Pitchells Demission wieder für The Torch arbeiten durfte, ist nicht überliefert, auch nicht, wie lange die von ihr gegründete Roosevelt Free Press existierte. Dort veröffentlichte sie am 18. Januar 1965 ein Artikel unter dem Titel „Spencer, Weil richten sich an die Alumni“, in dem sie eine Rede des Kuratoriums-Vorsitzenden Lyle Spencer zusammenfasst und aus ihr zitiert: Spencer nannte die letzten anderthalb Jahre den Beginn von Roosevelts zweiter Generation und kommentierte, dass sie ‚ziemlich schlecht begonnen haben‘. Er fügte hinzu, dass, obwohl die Ernennung des zweiten Roosevelt-Präsidenten nicht die Zeit war, in der wir so vorankamen, wie es sein sollte, ‚die Dinger jetzt geklärt sind‘.
Nach Edward J. Sparling ist der Edward J. Sparling Alumni Award benannt, der an Ehemalige vergeben wird, „die zur Gesellschaft beigetragen haben, indem sie selbstlos Zeit und Ressourcen für bürgerliche und kulturelle Aktivitäten zur Verfügung gestellt haben“; an Rolf A. Weil erinnert der Rolf A. Weil Distinguished Service Award „für eine Person, die einen herausragenden freiwilligen Beitrag geleistet hat zum Wohle der Universität und/oder der Alumni-Vereinigung“.
1967 wurde Milton Weber, ein Emigrant aus Österreich, als Professor für Dirigieren an das College of Performing Arts der Roosevelt University berufen. Er verstarb jedoch bereits ein Jahr später im Alter von 58 Jahren.

## Zur aktuellen Situation der Roosevelt University
Im Herbst 2017 waren an der Roosevelt University 4.457 Studentinnen und Studenten eingeschrieben, davon 2.578 in einem Erststudium und 1.879 in einem Graduiertenstudium. Ihnen standen 208 Vollzeit-Fakultätsmitglieder gegenüber und 366 Teilzeitkräfte, ergänzt durch 72 Forschungsassistenten. Die Kosten für Studiengebühren und sonstige Gebühren lagen im Studienjahr 2018/19 bei $ 29.832.
Die Universität bietet Bachelor- und Masterstudiengänge an sechs Schulen an:
- Chicago College of Performing Arts
- College of Arts and Sciences
- College of Education
- Evelyn T. Stone College of Professional Studies (früher bekannt als Evelyn T. Stone University College)
- College of Pharmacy
- Walter E. Heller College of Business.

Darüber hinaus betreibt die Universität eine Vielzahl von Zentren und Instituten, so dass die Studenten wählen können zwischen mehr als 125 Studiengängen inklusive etwa 40 Masterprogrammen in Bereichen wie Pädagogik und Psychologie. Es wird Wert darauf gelegt darauf, dass die Studenten nicht nur fachlich ausgebildet werden, sondern sich auch zu sozialengagierten Menschen entwickeln. Die Studenten haben die Möglichkeit, sich vielfach in den Campusalltag einzubringen, so beim Campusradio, der Studentenzeitung The Torch oder dem universitären Sportprogramm.

## Die Standorte
Die Roosevelt University verfügt über mehrere Standorte in Chicago und in Schaumburg (Illinois).

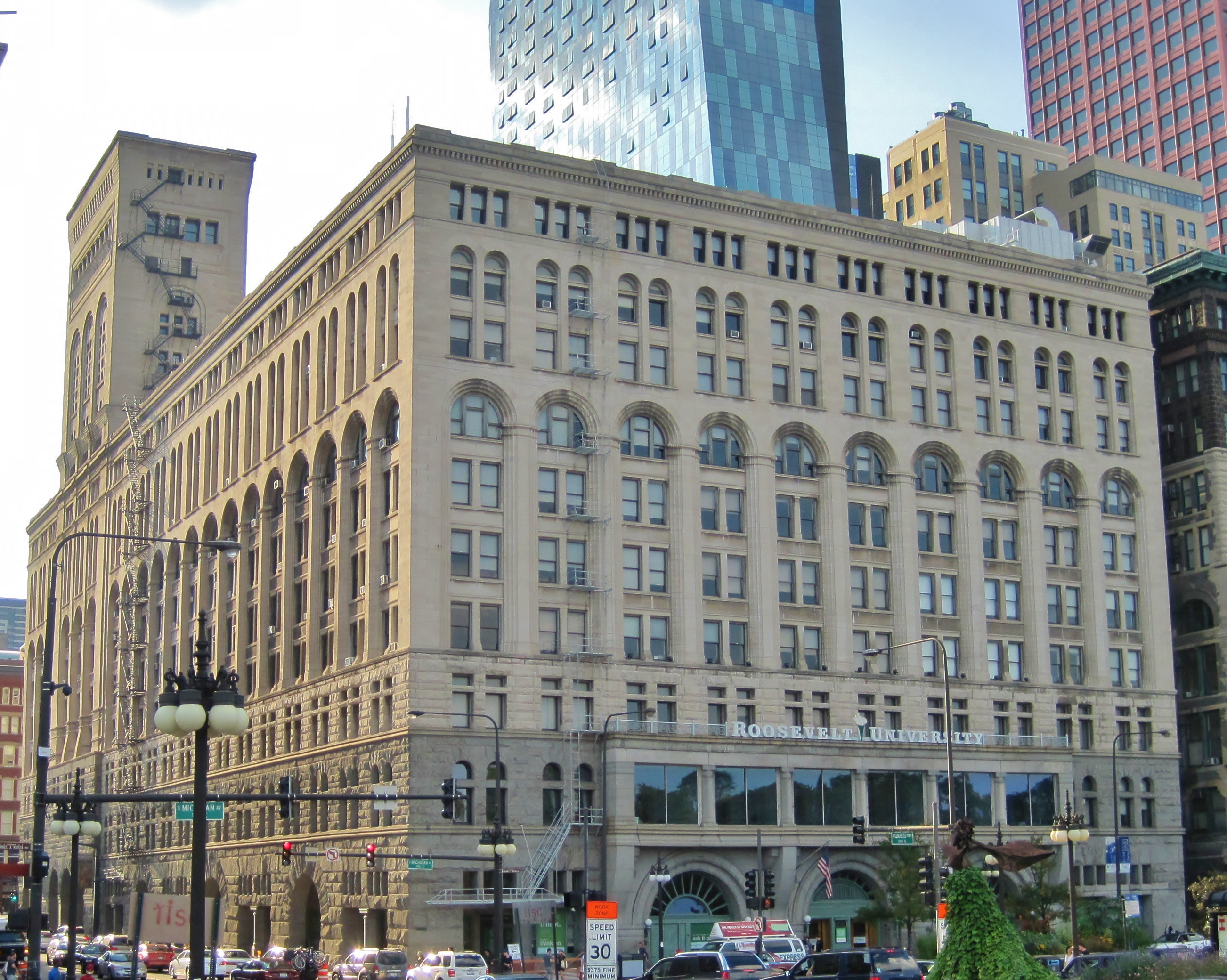
Das Auditorium Building, das historische Hauptgebäude der Roosevelt University

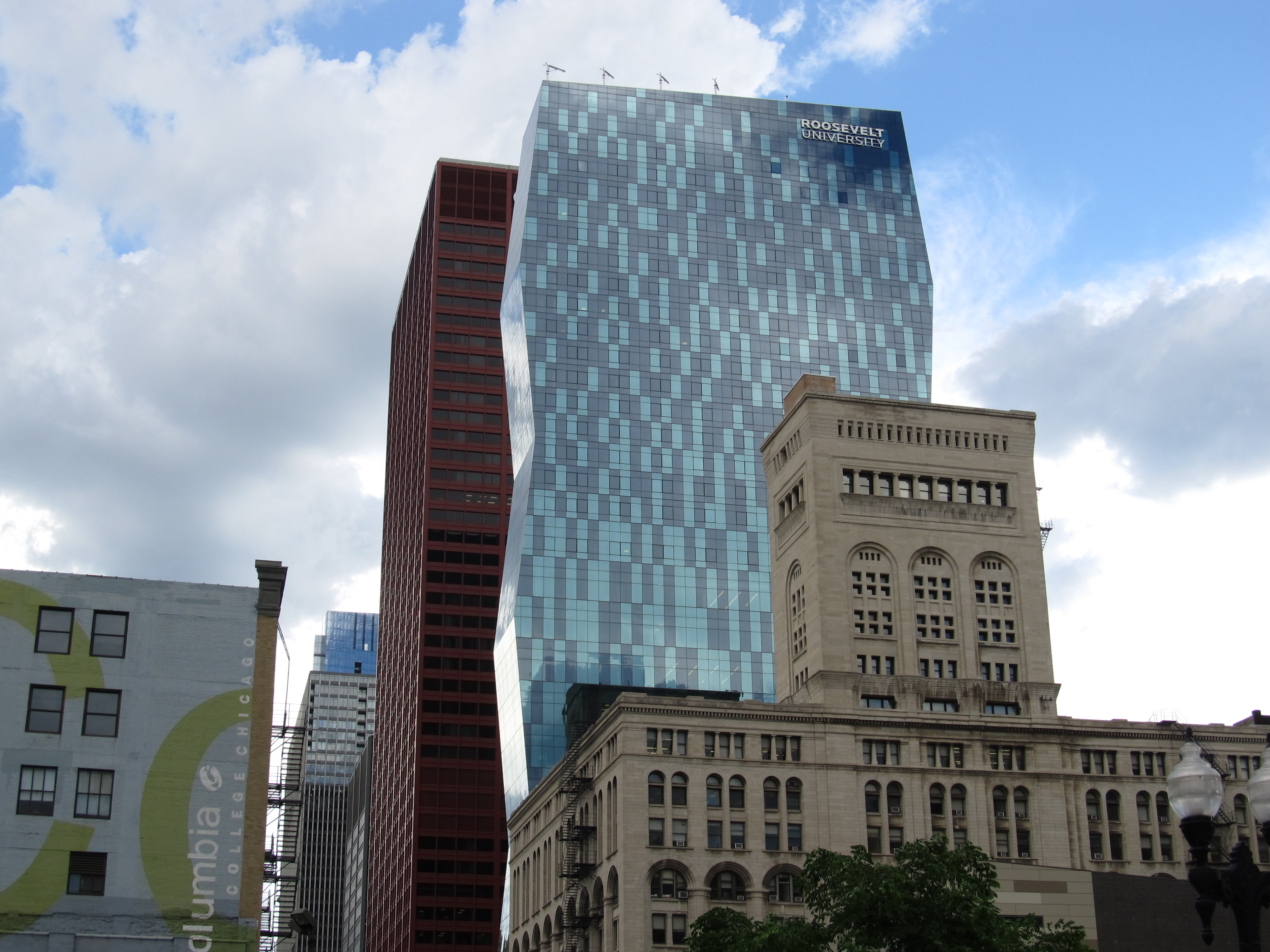
Das neue Wabash Building, davor das Auditorium Building

### Chicago
Das Auditorium Building ist der historische Hauptsitz der Roosevelt University, in dem auch heute noch unterrichtet wird. Außerdem befinden sich hier das zur Universität gehörende Auditorium Theatre und zahlreiche Verwaltungsbüros der Universität.
Ein zweites Campus-Gebäude im Zentrum ist das Gage Building, in dem sich auch die Gage Gallery befindet und die Verwaltungsbüros der mit der Roosevelt University assoziierten und von dem deutschen Emigranten Manfred Steinfeld 1984 gegründeten Manfred Steinfeld School of Hospitality and Tourism Management. Auch eine School of Communication ist hier untergebracht.
Im Frühjahr 2010 begann der Bau eines neuen Innenstadt-Gebäudes für die Universität. Das im Frühjahr 2012 fertiggestellte Wabash Building, ein Ersatz für das Herman Crown Centre der Roosevelt University, ist ein 32-stöckiges Hochhaus, das zweithöchste Hochschulgebäude der Vereinigten Staaten und das sechsthöchste der Welt. Es dient als Mehrzweckgebäude und beherbergt Serviceeinrichtungen für die Studenten, Unterrichtsräume, moderne naturwissenschaftliche Labors und Verwaltungsbüros. Vom 15. bis zum 31. Stockwerk beherbergt das Gebäude Wohnheimplätze für Studenten und eine Gemeinschaftslounge.
Das am 1. Dezember 2012 eröffnete Lillian and Larry Goodman Center ist das jüngste Erweiterungsgebäude der Roosevelt University. Es ist die erste eigenständige Einrichtung für Hochschulsport im Zentrum von Chicago und ist die Heimstätte der Roosevelt Lakers, dem Sportclub der Universität.

### Der Schaumburg-Campus
Auf Anregung von Rolf A. Weil wurde 1978 in Arlington Heights (Illinois) eine Dependance der Roosevelt University aufgebaut. Diese Dependance war der Vorläufer des späteren Albert A. Robin Campus in Schaumburg, benannt nach einem Chicagoer Bauunternehmer und Mäzen. Der Schaumburg-Campus bietet auf seiner 27 Hektar großen Fläche 225.000 Quadratmeter Nutzfläche: große, hochmoderne Räumlichkeiten für das College of Pharmacy, mehr als 70 Unterrichtsräume, eine Bibliothek, modernste Computer- und Wissenschaftslabore, einen Multimedia-Raum, einen Fitnessraum und ein Kindergarten.
Der Campus befindet sich im ehemaligen Hauptbürogebäude der Pure Oil Company. Es wurde 1996 zu einem großzügigen Campus umgebaut. Hier startete im Juli 2011 das Doctor of Pharmacy program, das im Juli 2014 die volle Akkreditierung für das Studium zum Doktor der Pharmazie erhielt.

## Unter Beobachtung von Moody’s und Fitch
Finanziell allerdings scheint die Universität unter Druck zu stehen, wie die Higher Learning Commission wissen lässt: „Deutliche Rückgänge bei der Immatrikulation (250 Studenten von FY[Geschäftsjahr] 2012 bis FY 2015) in Verbindung mit langfristiger Verschuldung, die in den letzten zehn Jahren von 33 Millionen auf 226 Millionen Dollar anstieg, spiegeln eine ernste finanzielle Situation wider, die Moody’s und Fitch dazu veranlasste, die Qualität der Anleihen von Roosevelt herabzusetzen. Die Rolle des Kuratoriums in der Finanzschuldenlage des Instituts war unklar und die Bedenken von Dozenten, Studierenden und Mitarbeitern sind vom BOT [Board of Trustees = Kuratorium] unbeachtet geblieben. Der Ernst der Lage rechtfertigt einen gezielten Besuch im Herbst 2017.“

## Deutschstämmige Lehrkräfte der Gründergeneration
- Lionel Ruby (1899–1972), Philosoph
- Walter Albert Weisskopf (1904–1991), Ökonom
- Siegfried Marck (1889–1957), Philosoph
- Helmut Hirsch (1907–2009), deutscher Historiker und Autor
- Otto Wirth (1905–1991), Kulturwissenschaftler
- Ludwig Freund (1898–1970), Philosoph und Politologe
- Franz Adler (1908–1983), Soziologe
- Fritz C. Neumann (1897–1976), Reformpädagoge und Lehrer